# Luikse stroop

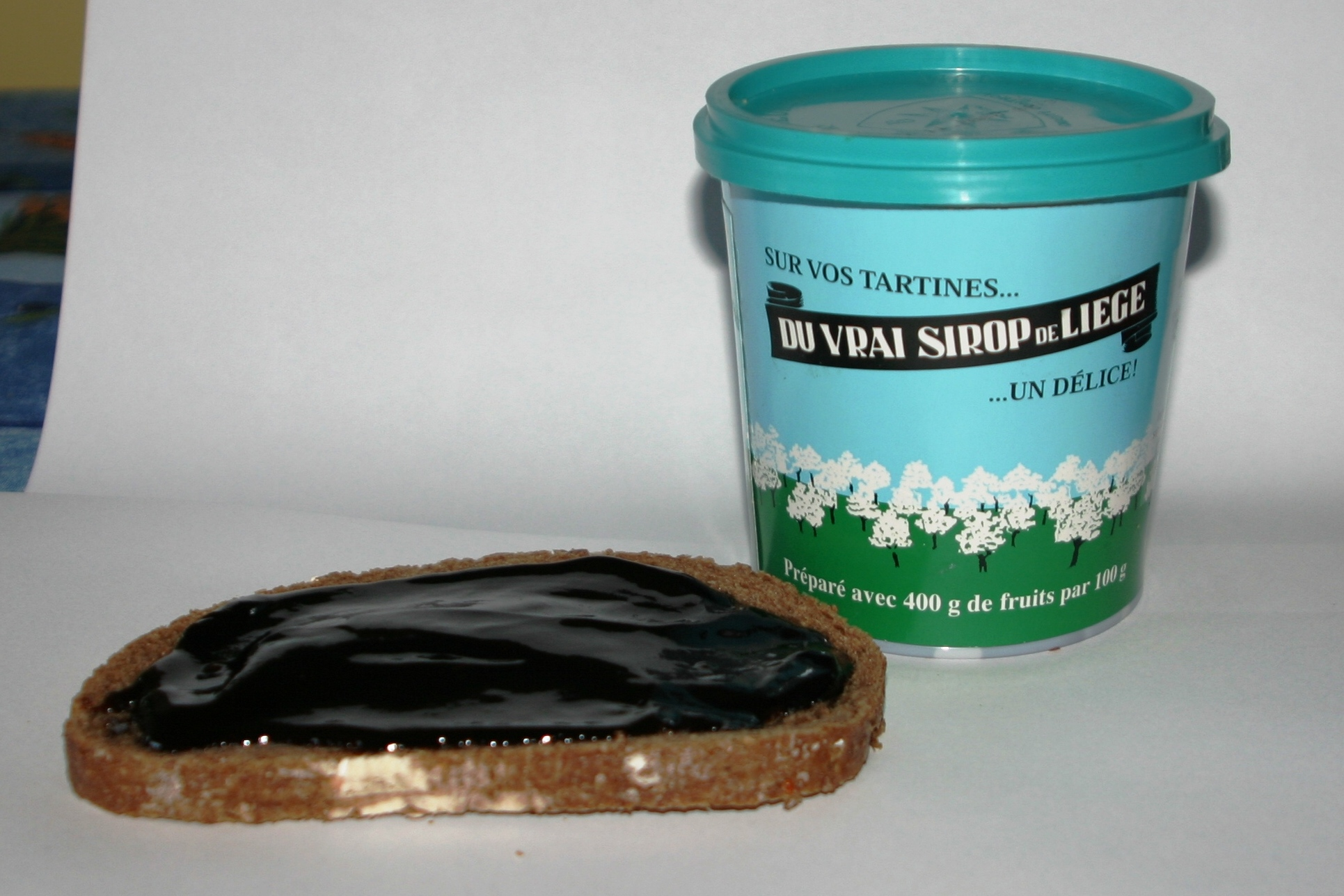
Luikse stroop van Meurens

Luikse stroop of siroop (Frans: Sirop de Liège) is een Belgische appel- en perenstroop. Het is een zoet product met een zurige toets, dat bestaat in diverse varianten: doux (zoet), demi-doux (halfzoet) en sur (zuur). De donkerbruine tot zwarte kleur is het resultaat van karamellisering. Luikse stroop wordt gebruikt in gerechten als stoofvlees, konijn met pruimen, zuurvlees en boulet à la liégeoise, maar ook als broodbeleg of met Hervekaas.

## Geschiedenis
De grootschalige productie van Luikse stroop gaat terug tot de 17e eeuw. In het prinsbisdom Luik was er een overvloed aan appels en peren door de boomgaarden van Haspengouw. Een manier om de gevallen vruchten te bewaren was ze te verwerken tot stroop. Vóór de introductie van riet- en bietsuiker was dit een universele zoetstof, naast de (duurdere) honing. In Zwitserland kent men de Birnenhonig (van peren) en de vin cuit (van druiven).

## Productieproces
Tegenwoordig zoeten sommige producenten hun Luikse stroop aan met dadels, suikerbietensap of zelfs suiker, maar oorspronkelijk waren de enige ingrediënten appels en peren. De stroop wordt gemaakt door de vruchten langzaam in hun geheel te koken, ze dan te persen of te centrifugeren, en vervolgens hun sap nog enkele uren in te koken in aanwezigheid van pectine uit de appelschil. Dat laatste gebeurt in koperen ketels. Het pulp dient als veevoer.

## Producenten
Luikse stroop wordt vooral geproduceerd in het Land van Herve en in Luiks Haspengouw. Vier familiebedrijven die op authentieke wijze produceren, hebben zich in 2014 verenigd in een presidium van de slow-food-beweging: Siroperie Artisanale d'Aubel (Nyssen) in Aubel, Sirop Charlier in Henri-Chapelle, Sirop Thomsin in Thimister and Siroperie Delvaux in Horion-Hozémont. Zij gebruiken alleen traditionele appel- en perenrassen om ze te behoeden voor verdwijning.
De grootste producent van Luikse stroop is de Siroperie Meurens in Aubel. Clément Meurens (1874-1948) ontwikkelde vanaf 1902 een industriële productiewijze en zijn gelijknamige zoon (1906-1994)  creëerde in 1937 een recept dat in 1947 werd gepatenteerd. Het wordt verkocht onder het beschermde merk Echte Luikse siroop, hoewel het dadels gebruikt voor een korter productieproces en een zoeter resultaat. In 2015 bekwam het bedrijf een halalcertificaat met het oog op de export van zijn Luikse stroop.